# Поташёв, Михаил Фёдорович
Михаил Фёдорович Поташёв — советский хозяйственный, государственный и политический деятель, Герой Социалистического Труда.

## Биография
Родился в 1912 году в деревне Любино. Член КПСС.
С 1929 года — на хозяйственной, общественной и политической работе. В 1929—1972 гг. — разнорабочий на кондитерской фабрике № 1 города Ленинграда, слесарь-сборщик завода вспомогательных механизмов «Судомех»/завода № 196 Наркомата оборонной/судостроительной промышленности СССР, житель и рабочий блокадного Ленинграда, бригадир судосборщиков судостроительного завода № 196 Министерства судостроительной промышленности СССР. 
Указом Президиума Верховного Совета СССР от 25 июля 1966 года присвоено звание Героя Социалистического Труда с вручением ордена Ленина и золотой медали «Серп и Молот».
Делегат XXII съезда КПСС.
Умер после 1972 года.